# Pierre Bouckaert
Pierre Bouckaert, S.J. (Schaarbeek, 27 juli 1914 - 13 november 1992) was een Belgisch rooms-katholiek geestelijke en bisschop in Congo.
Hij trad binnen bij de jezuïeten en werd in 1946 tot priester gewijd. Hij was missionaris in Congo werd in 1961 benoemd tot bisschop van het nieuw opgerichte bisdom Popokabaka. Hij nam hij deel aan het Tweede Vaticaans Concilie.